# Амартей, Принс
Принс Амартей (англ. Prince Amartey; 25 июня 1944, Хо — 23 сентября 2022) — ганский боксёр средних весовых категорий, выступал за сборную Ганы в конце 1960-х — начале 1970-х годов. Бронзовый призёр летних Олимпийских игр в Мюнхене, призёр многих международных турниров и национальных первенств.

## Биография
Принс Амартей родился 25 июня 1944 года в городе Хо, регион Вольта. Первого серьёзного успеха на ринге добился в 1968 году, когда благодаря череде удачных выступлений удостоился права защищать честь страны на летних Олимпийских играх в Мехико. На Олимпиаде, тем не менее, уже во втором своём матче на турнире уступил британцу Эрику Блейку. Два года спустя ездил на Игры Содружества в Эдинбург, но и здесь тоже не смог попасть в число призёров — в первом же бою проиграл Патрику Догерти из Ирландии. Также в сезоне 1970 года выиграл в среднем весе крупный международный турнир, прошедший в Западном Берлине.
В 1972 году Амартей поднялся во второй средний вес и прошёл квалификацию на Олимпийские игры в Мюнхен, где сумел добраться до полуфиналов, проиграв со счётом 2:3 финну Рейме Виртанену. Полученная им бронзовая олимпийская медаль оказалась единственной медалью у Ганы на этих Играх. Вскоре после окончания второго в своей биографии олимпийского турнира Принс Амартей принял решение завершить карьеру спортсмена.
Умер 23 сентября 2022 года.